# Wideband Global SATCOM

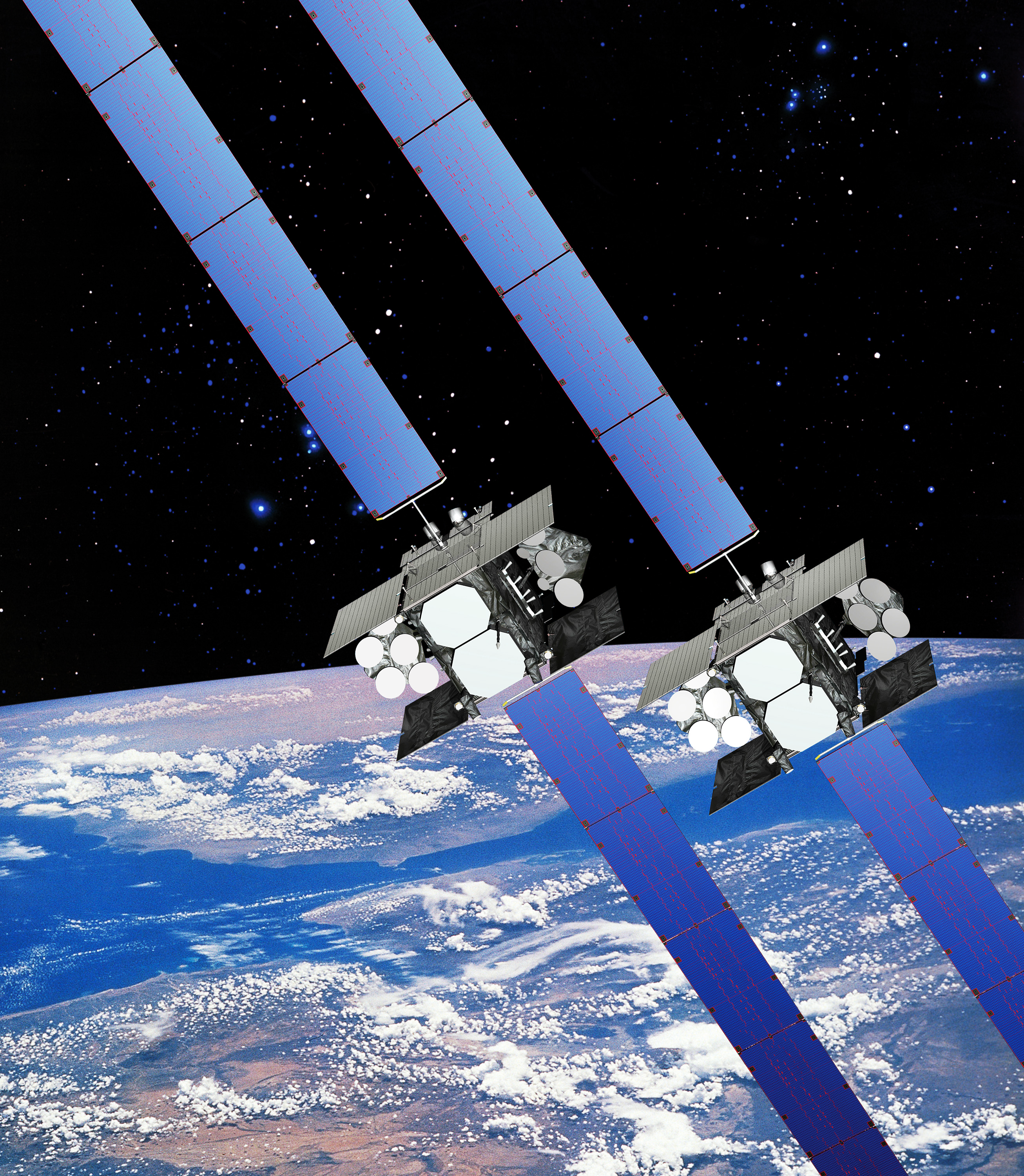
Vue d'artistes de satellites WGS block 1 et block 2.

Wideband Global SATCOM ou WGS (avant 2007 Wideband Gapfiller Satellite, appelé Système mondial de communications par satellite à large bande par le Canada) est un système de télécommunications militaire américain à haut débit reposant sur une constellation de satellites de télécommunications placés en orbite géostationnaire dont le déploiement est en cours en 2012. Il est développé par le département de la Défense des États-Unis avec une participation de l'Australie. Les utilisateurs sont les armées américaine, australienne, canadienne, danoise, néerlandaise, néo-zélandaise et luxembourgeoise. Il doit dans un premier temps compléter les systèmes de télécommunications DSCS et Global Broadcast Service (en) avant de les remplacer. La capacité de chaque satellite WGS est 10 fois supérieure à celle de l'ensemble des satellites DSCS III.

## Historique

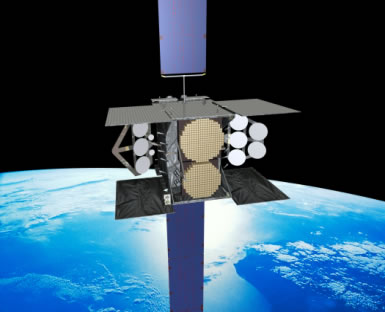
Un satellite WGS en orbite (vue d'artiste).

Début 2001, Boeing est retenu par le département de la Défense des États-Unis pour développer le système de télécommunications satellitaire à haut débit chargé de remplacer le système DSCS pour des missions C4ISR. Le nouveau système financé par l'Armée de Terre et l'Armée de l'Air doit comprendre à terme, selon les prévisions de 2012, 10 satellites en orbite géostationnaire dont 2 financés par l'intermédiaire de partenariats internationaux, le ministère de la Défense australien s'étant engagé en 2007 à fournir les fonds pour le sixième satellite de ce programme pour 927 millions de dollars australiens, ainsi que des équipements de contrôle au sol. À la suite d'un accord annoncé le 17 janvier 2012, les Forces armées canadiennes ont droit à une vingtaine d’années d’accès à des fréquences réservées contre 337,3 millions de dollars canadiens participant entre autres à la construction du neuvième satellite,.
À partir du quatrième satellite, la charge utile comprend une capacité de bipasse de fréquence radio destinée aux drones aériens. Il permet aux responsables militaires d’exercer leur commandement et le contrôle de leurs forces à un niveau tactique. Le système fournit une grande connectivité et est spécifiquement conçu pour la transmission d’images haute définition et pour la vidéo en direct.
Boeing reçoit en juillet 2012, un contrat pour l'installation de canaliseurs numériques améliorés, ce qui renforce la capacité des satellites de 30 % à partir du huitième satellite.
En avril 2019, Boeing reçoit un contrat pour construire un onzième satellite devant être terminé le 20 novembre 2023 pour 605 millions de dollars,.

## Caractéristiques des satellites WGS

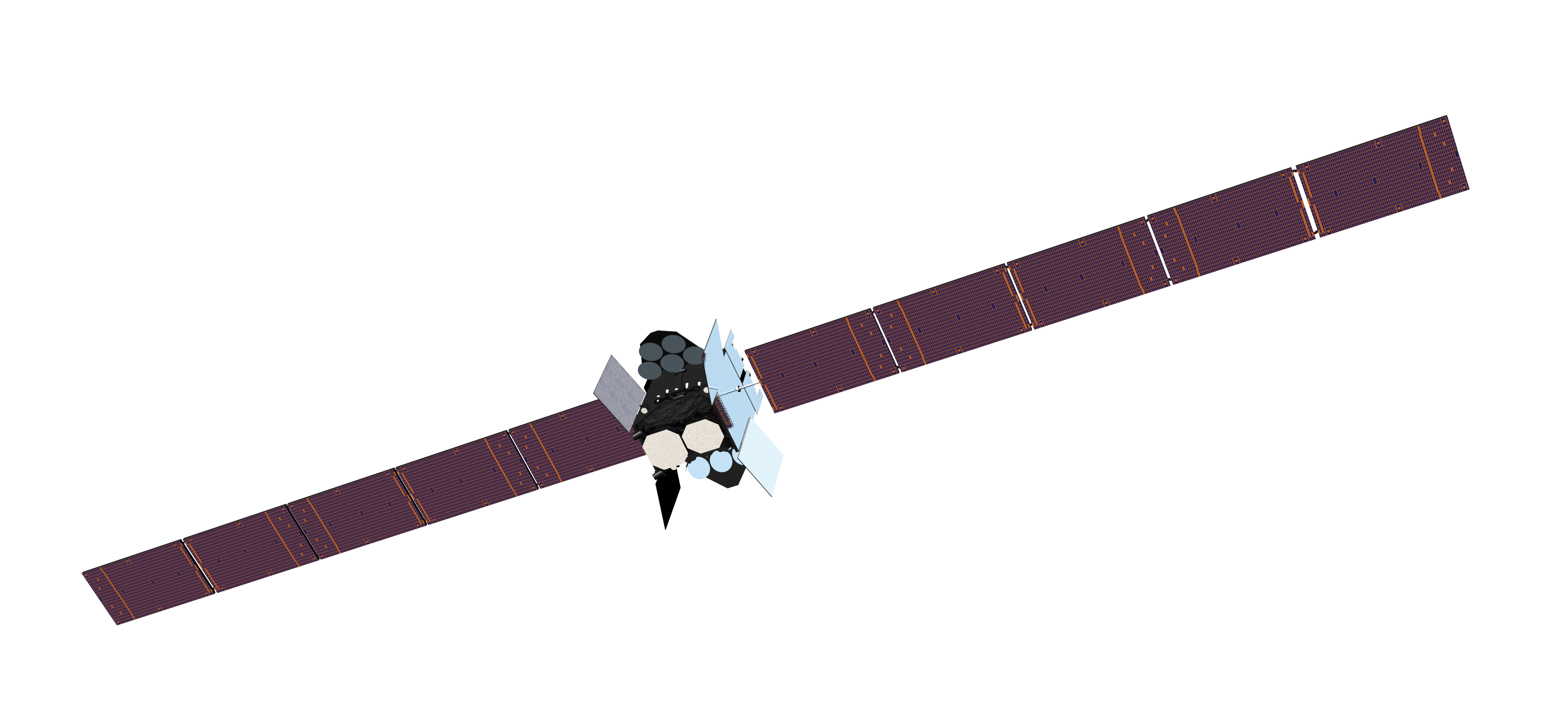
Vue d'artiste d'un WGS avec ses panneaux solaires déployés.

Le satellite WGS repose sur la plate-forme BBS-702 développée par Boeing pour les satellites commerciaux. Il est fabriqué par l'établissement Boeing voué à la construction des satellites artificiels situé à El Segundo en Californie en partenariat avec International Telephone and Telegraph et Harris Corporation.
Le satellite WGS a une masse initiale de 5 987 kg et d'environ 3 tonnes une fois en position. Ses panneaux solaires génèrent d'au moins 11 kW, une fois ceux-ci déployés avec une envergure de 40,8 m. Son système de propulsion se compose d’un moteur R-4D à carburant liquide avec quatre moteurs ioniques XIPS-25. Ces satellites comprennent plusieurs séries, le block II commençant avec le 4e exemplaire.
La charge utile permet de couvrir 19 zones géographiques distinctes avec un débit qui atteint selon le cas de 2,1 à 3,6 gigabits par seconde. Il comporte 9 faisceaux orientables et à géométrie variable en bande X générés par des antennes réseau à commande de phase distinctes pour l'émission et la réception, 10 faisceaux en bande Ka bidirectionnels émis par des antennes orientables dont 3 avec une polarisation modifiable et une antenne en bande X couvrant la planète. Sa durée de vie prévue est de 14 ans.
Leur orbite de transfert géostationnaire est très elliptique à leur lancement, variant pour le WGS 3, de 439 kilomètres à son plus bas point à 66 980 kilomètres à la plus haute altitude, elle est inclinée de 24° par rapport l'équateur. Le satellite utilise ensuite son propre système de propulsion pour que dans les jours qui suivent, son orbite devienne géostationnaire (entre 35 785  et   35 790 km). Le coût du lancement du WGS 5 par un lanceur Delta IV prévu pour 2013 est fixé à 150 millions de dollars américains.
Leur charge utile sont contrôlés par des stations au sol appelé Army Wideband Satellite Operations Centers (WSOC) opéré par le United States Army Space and Missile Defense Command / Army Forces Strategic Command (USASMDC/ARSTRAT). La station prototype d'une superficie de 2 624 m2 est construite au Naval Computer and Telecommunications Area Master Station Pacific à Wahiawa (en) sur l'île d'Oahu à partir de 2009 pour un montant de 25,4 millions de dollars américains. Quatre Schiever Air Force Base stations sont construites à Fort Detrick dans le Maryland - celle-ci pour un montant de 10,5 millions de dollars américains -, sur l'héliport de Landstuhl en Allemagne, à Fort Meade dans le Maryland et à la Schiever Air Force Base dans le Colorado.
Le contrôle de la plate-forme du satellite est effectué à l'origine par le 3rd Space Operations Squadron (3 SOPS) du 50th Space Wing de l'Air Force Space Command à Schriever Air Force Base (en) à Colorado Springs jusqu'à sa dissolution et remplacement par le Space Delta 8 (en) (DEL 8) du United States Space Force  le 24 juillet 2020.

## Budget
Le budget de la défense américain dépense pour ce programme les sommes suivantes :
| Année          | Approvisionnement (nombre de satellites commandés) | Études, recherches, essais et évaluation | Total |
| -------------- | -------------------------------------------------- | ---------------------------------------- | ----- |
| 2004           | 21,8                                               | 35,6                                     | 57,4  |
| 2005           | 40,2                                               | 69,4                                     | 109,6 |
| 2006           | 71,3                                               | 97,2                                     | 196   |
| 2007           | 412,5 (1)                                          | 37,5                                     | 450   |
| 2008           | 325,2 (1)                                          | 19,2                                     | 344,4 |
| 2009           | 22,5                                               | 12,4                                     | 34,9  |
| 2010           | 212,4                                              | 67,2                                     | 279,6 |
| 2011           | 559,3 (1)                                          | 60,2                                     | 619,5 |
| 2012           | 792,9 (2)                                          | /                                        | 792,9 |
| 2013 (demande) | 36,8                                               | /                                        | 36,8  |

## Historique des lancements

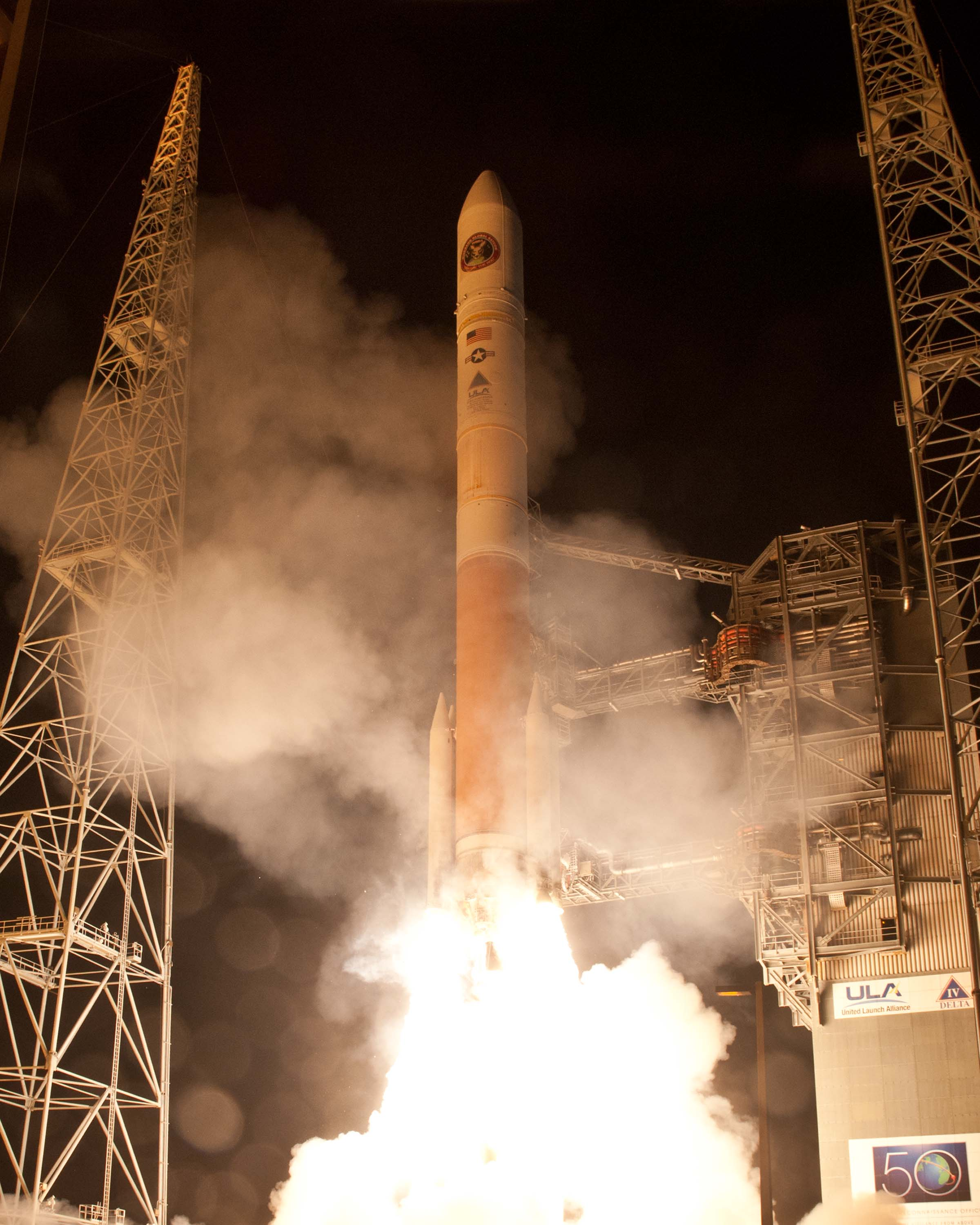
Lancement d'un Delta IV emportant le WGS-4 le 19 janvier 2012.

mise à jour le 22 octobre 2019
| Logo | Nom             | Type | Date lancement  | Lanceur         | Statut       | Zone de couverture                                                                       |
| ---- | --------------- | ---- | --------------- | --------------- | ------------ | ---------------------------------------------------------------------------------------- |
|      | WGS-1 (USA-195) | 1    | 11 octobre 2007 | Atlas V 421     | Opérationnel | United States Pacific Command Océan Pacifique                                            |
|      | WGS-2 (USA-204) | 1    | 4 avril 2009    | Atlas V 421     | Opérationnel | United States Central Command Asie                                                       |
|      | WGS-3 (USA-211) | 1    | 6 décembre 2009 | Delta 4 M+(5,4) | Opérationnel | United States European Command United States Africa Command Europe Afrique Moyent-Orient |
|      | WGS-4 (USA-233) | 2    | 19 janvier 2012 | Delta 4 M+(5,4) | Opérationnel | U.S. Central Command U.S. Pacific Command Moyen-Orient Asie du Sud-Est                   |
|      | WGS-5 (USA-243) | 2    | 24 mai 2013     | Delta 4 M+(5,4) | Opérationnel |                                                                                          |
|      | WGS-6 (USA-244) | 2    | 7 août 2013     | Delta 4 M+(5,4) | Opérationnel | U.S. Pacific Command Océanie                                                             |
|      | WGS-7 (USA-263) | 2    | 24 juillet 2015 | Delta 4 M+(5,4) | Opérationnel |                                                                                          |
|      | WGS-8 (USA-272) | 2    | 7 décembre 2016 | Delta 4 M+(5,4) | Opérationnel |                                                                                          |
|      | WGS-9 (USA-275) | 2    | 19 mars 2017    | Delta 4 M+(5,4) | Opérationnel |                                                                                          |
|      | WGS-10          | 2    | 16 mars 2019    | Delta 4 M+(5,4) | Opérationnel |                                                                                          |